# Vega de Pas
La Vega de Pas (habitualmente denominada La Vega) es una localidad y un municipio de la comunidad autónoma de Cantabria (España). Se encuentra en la comarca del Pas-Miera, en la cabecera del río Pas. 
Es una de las llamadas «tres villas pasiegas» junto a San Pedro del Romeral y San Roque de Riomiera.

## Geografía
- Norte: Selaya, Villacarriedo y Santiurde de Toranzo.
- Oeste: Luena y San Pedro de Romeral.
- Este: San Roque de Riomiera.
- Sur: Espinosa de los Monteros de la Provincia de Burgos (Castilla y León).

## Demografía
Vega de Pas cuenta con una población de 768 habitantes (INE 2024).
| Gráfica de evolución demográfica de Vega de Pas entre 1842 y 2021                                                   |
| |
| Población de derecho según los censos de población del INE Población de hecho según los censos de población del INE |

## Economía
De acuerdo con la Contabilidad Regional que realiza el Instituto Nacional de Estadística, en el año 2014 la renta per cápita de Vega de Pas era de  10 479 euros por habitante, por debajo de la media regional que se sitúa en 13 888 € y la estatal (13 960 €).
Predomina el sector primario, con un 44,9 % de la población dedicado a la agricultura y ganadería. Un 14,6 % de la población se dedica a la construcción, un 10,8 % a la industria y, por último, un 30,4 % al sector servicios.

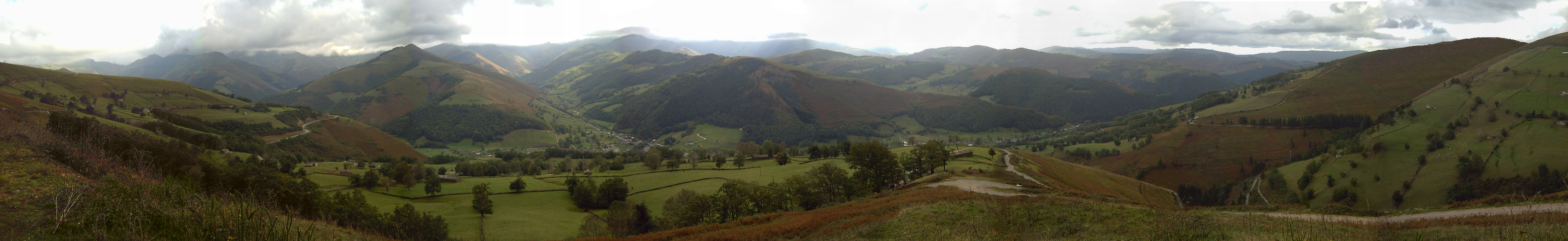
Panorámica de la Vega de Pas, desde el puerto de la Braguía

## Patrimonio
Vega de Pas tiene como patrimonio histórico la iglesia de Nuestra Señora de la Vega. Comenzó a edificarse en la segunda mitad del siglo XVII, construyéndose posteriormente a principios del XVIII las bóvedas centrales y las de las capillas laterales, en las que se mantuvo el estilo tan arraigado en Cantabria de crucería gótica estrellada entre contrafuertes pronunciados hacia el interior. En 1711 se levantó la monumental espadaña, la mayor de toda la comarca pasiega, bajo la dirección del maestro cantero Diego de Bustillo y en la que se aprecia una austera, bella y simbólica ornamentación barroca en el primero de sus cuerpos.

## Administración y política

### Gobierno municipal
Juan Carlos García Diego (PP) es el actual alcalde del municipio.
| Partido político                         | 2023  | 2023  | 2023       | 2019  | 2019  | 2019       | 2015  | 2015  | 2015       | 2011  | 2011  | 2011       | 2007  | 2007  | 2007       | 2003  | 2003  | 2003       |
| Partido político                         | Votos | %     | Concejales | Votos | %     | Concejales | Votos | %     | Concejales | Votos | %     | Concejales | Votos | %     | Concejales | Votos | %     | Concejales |
| Partido Popular (PP)                     | 311   | 61,70 | 5          | 323   | 61,52 | 5          | 381   | 59,25 | 5          | 165   | 25,62 | 2          | 117   | 16,57 | 1          | 119   | 16,95 | 1          |
| Partido Regionalista de Cantabria (PRC)  | 117   | 23,21 | 1          | 193   | 36,76 | 2          | 187   | 29,08 | 2          | 284   | 44,10 | 3          | 378   | 53,54 | 4          | 381   | 54,27 | 6          |
| Partido Socialista Obrero Español (PSOE) | 71    | 14,08 | 1          | —     | —     | —          | 69    | 10,73 | 0          | 191   | 29,66 | 2          | 104   | 14,73 | 1          | 107   | 15,24 | 1          |
| Agrupación Independiente de Pas (AIDP)   | —     | —     | —          | —     | —     | —          | —     | —     | —          | —     | —     | —          | 102   | 14,45 | 1          | —     | —     | —          |
| Unidad Cántabra (UCn)                    | —     | —     | —          | —     | —     | —          | —     | —     | —          | —     | —     | —          | —     | —     | —          | 81    | 11,54 | 1          |

### Organización territorial
Sus 768 habitantes (INE, 2024) se distribuyen en:
- Candolías, 96 hab., estando 61 de ellos en el núcleo de Candolías y 35 diseminados
- La Gurueba, 81 hab. diseminados
- Guzparras, 13 hab. diseminados
- Pandillo, 108 hab. diseminados
- Vega de Pas (capital), 303 hab., estando 267 de ellos en el núcleo de Vega de Pas y 36 diseminados
- Viaña, 65 hab. diseminados
- Yera, 102 hab. diseminados